# Himno de la República de Kalmukia
El Himno de la República de Calmuquia (en calmuco: Хальмг Таңһчин частр / Khalmg Tanghchin chastr) es uno de los símbolos estatales de la República de Calmuquia, miembro de la Federación Rusa junto a su bandera y escudo. El himno fue escrito por Vera Shugrayeva. En cambio, la música fue compuesta por Arkadi Mandzhiev. Este himno fue adoptado el 30 de octubre de 1992 bajo la ley 158-1 de la República de Calmuquia.

## Letra

### Original en calmuco
| Alfabeto cirílico | Alfabeto latino | Transcripción AFI |
| --- | --- | --- |
| Сарул сәәхн Хальмг Таңһч Сансн тоотан күцәнә, Авта җирһлин бат җолаг Алдр һартан атхна. Давтгддг: Улан залата хальмг улс, Улата теегән кеерүлий! (𝄆) Төрскн нутгтан күчән нерәдәд, Толһа менд җирһий! (𝄇) Олн-келн әмтнлә хамдан Уралан Таңһчин зүткнә Иньгллтин залин өндр герлд Иргч мана батрна. Давтгддг Баатр, чиирг үрдәр туурад, Буурл теемг өснә. Сурһуль, номдан килмҗән өдәг, Сул нерән дуудулна. Давтгддг | Sarul sääkhn Khalmg Tanghch Sansn tootan kütsänä, Awta jirhlin bat jolag Aldr hartan atkhna. Dawtgddg: Ulan zalata khalmg uls, Ulata teegän keerüliy! (𝄆) Törskn nutgtan küchän nerädäd, Tolha mend jirhiy! (𝄇) Oln keln-ämtnlä khamdan Uralan Tanghchin zütknä Inglltin zalin öndr gerld Irgch mana batrna. Dawtgddg Baatr-chiirg ürdär tuurad, Buurl teemg ösnä. Surhul-nomdan kilmjän ödäg, Sul nerän duudulna. Dawtgddg | [sɑrúɫ sɛːxə́ɴ xɑʎmə́k tʰɑŋɣ(ə)t͡ʃʰə́ \|] [sɑnsə́ɴ tʰoːtʰɑ́ɴ kʰyt͡sʰɛnɛ́ ǁ] [ɑwtʰɑ́ t͡ʃirɣəʎíɴ pɑtə́ t͡ʃoɫɑkə́ \|] [ɑɫtə́r ɣɑrtʰɑ́ɴ ɑtʰxənɑ́ ǁ] [tɑwtʰəktətkə́] [uɫɑ́ɴ t͡sɑɫɑtʰɑ́ xɑʎmə́k uɫ(ə)sə́ \|] [uɫɑtʰɑ́ tʰeːkɛ́ɴ kʰeːryʎijə́ ǁ] (𝄆) [tʰørskʰə́ɴ nutəktʰɑ́ɴ kʰyt͡ʃʰɛ́ɴ nerɛtɛ́t \|] [tʰoɫɣɑ́ mentə́ t͡ʃirɣijə́ ǁ] (𝄇) [oɫnə́ kʰeʎə́ɴ ɛmtʰəɲʎɛ́ xɑmtɑ́ɴ \|] [urɑɫɑ́ɴ tʰɑŋɣ(ə)t͡ʃʰíɴ t͡sytʰkʰənɛ́ ‖] [iɲcʎəʎtʰíɴ t͡sɑʎíɴ øntə́r kerəʎə́t] [ir(ə)kt͡ʃʰə́ mɑnɑ́ pɑtʰərnɑ́ ǁ] [tɑwtʰəktətkə́] [pɑːtʰə́r t͡ʃʰiːrə́k yrtɛ́r tʰuːrɑ́t \|] [puːrə́ɫ tʰeːmkə́ øsnɛ́ ǁ] [surɣúʎ nomtɑ́ɴ kʰiʎ(ə)mt͡ʃɛ́ɴ øtɛkə́ \|] [suɫə́ nerɛ́ɴ tuːtuɫnɑ́ ǁ] [tɑwtʰəktətkə́] |

ᠰᠠᠷᡇᡇᠯ ᠰᠠᡅ᠋ᡍᠠᠨ ᡍᠠᠯᡅᡏᠠᡎ ᡐᠠᡊᡎᠠᡒᡅ

ᠰᠠᠨ ᠰᠠᠨ ᡐᡆᡃᡐᠠᠨ ᡍᡉᡔᡄᠨᡄᡅ᠂

ᠠᡋᡇ ᡐᠠᡅ ᡓᡅᠷᡎᠠᠯ ᡅᠨ ᡋᠠᡐᡇ ᡓᡆᠯᡆᡃᡎᡅ

ᠠᠯᡑᠠᠷ ᡎᠠᠷᡐᠠᡃᠨ ᠠᡐᠠᡍᠠ ᠨᠠ᠃

ᡑᠠᡋᡐᡙᡑᡑᡙ:

ᡇᠯᠠᠠᡃ ᠴᠠᠯᠠᡃ ᡐᠠᡅ ᡍᠠᠯᡅᡏᠠᡎ ᡇᠯᡇᠰ ᡋᡄᡃᠨ᠂

ᡇᠯᠠᡐᠠᡅ ᡐᡄᡅ ᡋᡄᡃᠨ ᡍᡄᠷᡉᡉᠯ ᡅᡎᡅ ᡕᡄᡃᠨ!

(𝄆) ᡐᡈᠷᡈᠰᡍᡈᠨ ᠨᡇᡐᡇᡎᡐᠠᡃᠨ ᡍᡉᡒᡄᡃᠠ ᠨᡄᠷᡄᡐᡄᡅ ᡑᡉ᠂

ᡐᡆᠯᡆᡎᠠᡅ ᡏᡄᠨᡑᡄ ᡓᡅᠷᡎᠠᠠ ᡅᡎᡅ ᡕᡄᡃᠨ! (𝄇)

ᡆᠯᠠᠨ ᡍᡄᠯᡄᠨ-ᡄᡏᡐᡉ ᡋᡄᡃᠨ ᠯᡉᡎᡄᡃ ᡍᠠᡏᡐᡇ ᡋᡄᡃᠨ

ᡇᠷᠠᠯᠠᠨ ᡐᠠᡊᡎᠠᡒᡅ ᡅᠨ ᠴᡉᡐᡄᡍᡄᡅ ᠨᡄ

ᡅᠨᠠᡎᠯᠠᠯ ᡐᡇ ᡅᠨ ᠴᠠᠯᠠ ᡅᠨ ᡈᠨᡑᡈᠷ ᡎᡄᠷᡄᠯ ᡐᡉ

ᡅᠷᡄᡎᡒᡅ ᡏᠠᠨᠠᡅ ᡋᠠᡃ᠊ᡐᡇᠷ ᠨᠠ᠃

ᡑᠠᡋᡐᡙᡑᡑᡙ

ᡋᠠᡃ᠊ᡐᡇᠷ-ᡒᡅᠷᠠᡅ ᡎᡅ ᡉᡉᠷᡄᡃᡑ ᡋᡄᡃᠷ ᡐᡇᡇᠷᠠᡅ ᡑᡇ᠂

ᡋᡇᡇ᠋ᠷᠠᠯ ᡐᡄᡏᡄᡅ ᡎᡅ ᡈᠰᡉᠨ ᡕᡄᡃᠨ᠃

ᠰᡇᠷᡎᡇᡇᠯᡅ-ᠨᡆᡏᡑᠠᡃᠨ ᡍᡅᠯᠠᡏᡓᡅ ᡋᡄᡃᠨ ᡈᡑᡄᡎ᠂

ᠰᡇᠯᠠ ᠨᡄᠷᡄᡃᠨ ᡑᡇᡇ᠋ᡑᡇᡇ᠋ᠯᡇᠨ ᡋᡄᡃᠨ᠃

ᡑᠠᡋᡐᡙᡑᡑᡙ

### Traducción al español
La brillante y hermosa República de Calmuquia,
Cumple todo lo que desea.
Lleva fuertes riendas de vida al unísono,
En sus gloriosas manos.
Coro:
Con Ulan-Zalata, el pueblo calmuco,
Adornemos nuestra estepa nativa.
(𝄆) Dediquemos nuestro poder a nuestra Patria,
¡Larga vida a nosotros! (𝄇)
Nuestros pueblos de diferentes lenguas juntos,
La República avanza con esfuerzo.
La llama de la amistad en noble incandescencia
Nuestro futuro se hace más fuerte.
Coro
Glorificado por nuestros hijos fuertes y heroicos,
La estepa sagrada está emergiendo.
Al poner empeño en el aprendizaje,
Exaltemos nuestro nombre libre.
Coro